# Metalismo
Metalismo é o princípio econômico de que o valor do dinheiro deriva do poder de compra da mercadoria sobre a qual está baseada. A moeda em um sistema monetário baseado em metais, pode ser feita a partir da própria commodity (mercadoria-dinheiro) ou usar representações como as notas resgatáveis em lugar da mercadoria. O termo foi cunhado por Georg Friedrich Knapp para descrever sistemas monetários utilizando a moeda cunhada em prata, ouro ou outros metais.
Na teoria econômica metalista, o valor da moeda deriva do valor de mercado da mercadoria em que é baseado independente de seu papel monetário. O dinheiro teorizado por Carl Menger surgiu quando os compradores e vendedores de um mercado concordaram com uma commodity comum como meio de troca, a fim de reduzir os custos do escambo. O valor intrínseco dessa mercadoria deve ser suficiente para torná-la altamente “vendável” ou prontamente aceita como pagamento. Nesse sistema, compradores e vendedores de bens e serviços reais estabelecem o meio de troca, não um estado soberano. Os metalistas vêem o papel do estado na cunhagem ou na estampagem oficial das moedas como uma forma de autenticar a qualidade e quantidade do metal usado na fabricação da moeda. O metalismo difere do chartalismo (ou antimetallismo), um sistema monetário em que o estado tem o poder de monopólio sobre sua própria moeda e cria um mercado e uma demanda originais para essa moeda impondo impostos ou outras tais dívidas legalmente executáveis em seus povos que podem somente ser pago nessa moeda.
Joseph Schumpeter distinguiu entre metalismo "teórico" e "prático". Schumpeter categorizou a posição de Menger de que um elo de mercadoria é essencial para entender as origens e a natureza do dinheiro, como "metalismo teórico". Ele definiu "metalismo prático" como a teoria de que, embora um Estado soberano tenha poder irrestrito para criar moedas sem respaldo, dinheiro sem valor intrínseco ou resgatável, é mais prudente adotar um sistema monetário respaldado.

## Contrapontos

### Metalismo versus moeda fiduciária
Adeptos do Metalismo se opõem ao uso de moeda fiduciária, isto é, acréscimos de dinheiro emitido pelo governo sem nenhum valor intrínseco.

### Metalismo versus chartalismo
Historicamente, a principal escola rival de pensamento para o metalismo tem sido o chartalismo, que sustenta que, mesmo em sistemas onde as moedas são feitas de metais preciosos, o dinheiro deriva seu valor principalmente da autoridade do Estado. A competição entre esses dois sistemas alternativos existe há milênios, muito antes de os conceitos serem formalizados. Às vezes, sistemas monetários híbridos foram usados. Constantina Katsari argumentou que os princípios do metalismo e do chartalismo foram refletidos no sistema monetário introduzido por Augustus, que foi usado nas províncias orientais do Império Romano desde o início do século I até o final do século III dC.

### Monometalismo versus bimetalismo
Um pequeno desentendimento que acontece relativo ao metalismo é se um metal deve ser utilizado como moeda de troca (como no monometalismo), ou se deveriam existir dois ou mais metais para essa finalidade (como no bimetalismo).

## História dos sistemas monetários metalizados
Historicamente, a prata tem sido o principal tipo de dinheiro em todo o mundo, circulando bi-metalicamente com o ouro. Em muitos idiomas, as palavras "dinheiro" e "prata" são idênticas. Na era final do dinheiro global baseado em metais, ou seja, no primeiro trimestre do século XX, o uso de ouro monometálico tem sido o padrão.

## Sentido amplo do termo
No sentido amplo do termo, que tende a ser usado apenas por estudiosos, o metalismo considera o dinheiro como uma "criação do mercado", um meio de facilitar a troca de bens e serviços. Nesse sentido amplo, a natureza essencial do dinheiro é poder de compra e não precisa necessariamente ser respaldada por metais. Entendido nesse sentido amplo, o metalismo reflete a visão majoritária entre os economistas do mainstream, que prevaleceu desde o início do século XIX.

## Leitura complementar
- David Campos & Matias Vernengo (2011). Hegemônica Moedas durante a Crise: O Dólar contra o Euro, em um Cartalist Perspectiva. Levy Instituto De Economia Documento De Trabalho Nº 666.
- David Campos & Matias Vernengo (2012): Hegemónica moedas durante a crise: O dólar contra o euro, em um Cartalist perspectiva, a Análise da Economia Política Internacional, DOI:10.1080/09692290.2012.698997